# Artur Anselmo
Artur Anselmo de Oliveira Soares (Valadares, Monção, 27 de abril de 1940) é um filólogo, investigador e professor português.

## Biografia
Nascido no Alto Minho de família originária da Galiza, Artur Anselmo é licenciado em Filologia Românica e doutorado em Estudos Portugueses. Na Universidade Nova de Lisboa lecionou Língua, Literatura e Cultura Portuguesa, assim como Cultura Clássica, Semiologia e História do Livro: tem também sido professor visitante em universidades da Europa e do Brasil.
Comentador de política internacional na RTP durante o Estado Novo, notabiliza-se como defensor das ideias do regime, afirmando "que o generalíssimo Franco era um presidente ponderado" e alcunhando a ONU de "Torre-de-Babel-à-beira-do-Hudson" por condenar a política colonial portuguesa. Admirador de Salazar, considerou que a liberdade a 25 de Abril não compensou o traumatismo da descolonização.
Após o exílio político no Brasil, regressa a Portugal como Professor da Faculdade de Ciências Sociais e Humanas da Universidade Nova de Lisboa. É sócio-correspondente da Academia Portuguesa da História e sócio-efetivo da Academia das Ciências de Lisboa. Nesta última instituição ocupou a presidência da Academia em 2014 e entre 2016 e 2018. Foi Presidente da respectiva Classe de Letras até 2018 e Presidente do Instituto de Lexicologia e Lexicografia da Língua Portuguesa.
Crítico público do AO90, apresentou Sugestões para o aperfeiçoamento do Acordo Ortográfico da Língua Portuguesa na Comissão Parlamentar de Cultura da Assembleia da República a 7 de Fevereiro de 2017, argumentando que a ACL não havia sido consultada sobre o Acordo, o que se revelou falso. A nova versão foi considerada por Malaca Casteleiro "uma revisão atabalhoada, linguisticamente mal fundamentada e inoportuna, numa verdadeira afronta à memória da própria Academia".
A 6 de junho de 2024, foi agraciado com o grau de Grã-Cruz da Ordem de Camões.